# Christine Tobin

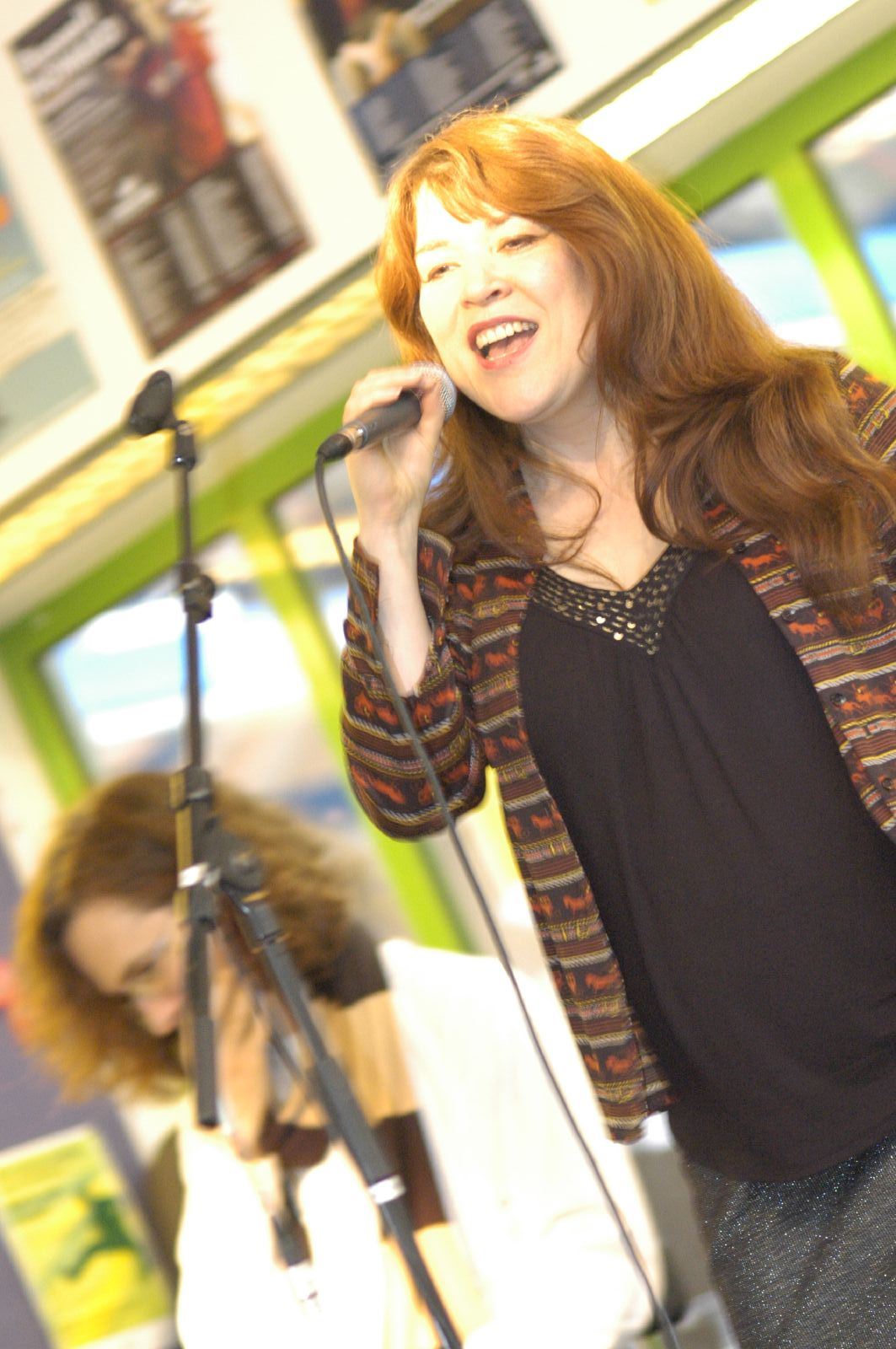
Christine Tobin

Christine Tobin (* 7. Januar 1963 in Dublin) ist eine in Großbritannien lebende irische Jazzsängerin sowie Promoterin und Clubmanagerin.

## Leben
Christine Tobin ist in Irland aufgewachsen und lebt seit 1987 in London. Dort hat sie sich als vielfältige Sängerin etabliert, mit einem Repertoire, das Einflüsse von Billie Holiday und Betty Carter bis zu Cassandra Wilson und Joni Mitchell verarbeitet. 
Nach ihrem Studium an der Guildhall School of Music wurde Christine Tobin zunächst Mitglied der Formation Lammas, die von dem Saxophonisten Tim Garland und dem Gitarristen und Texter Don Paterson geleitet wurde. Parallel dazu bildete sie eine eigene Band mit dem Pianisten Huw Warren, dem Bassisten Steve Watts und dem Schlagzeuger Roy Dodds; mit ihr nahm sie das erste von sechs Alben für das Babel-Label auf. Seit 2010 veröffentlicht sie bei dem Label  Trail Belle Records. An späteren Alben waren Musiker wie Billy Hart,  Peter Herbert oder Mark Turner beteiligt. Sie trat auch mit Christine Tobins Big Deal, mit dem Pianisten Hans Koller und mit der BBC Big Band unter Michael Gibbs auf. 2009 unternahm sie im Duo mit dem Pianisten Liam Noble eine Neuinterpretation des klassischen Carole-King-Albums Tapestry (Tapestry Unraveled). 
Außerdem war Tobin 2005 als Promoterin tätig, organisierte einen Club in der Progress Bar im Londoner Stadtteil Tufnell Park und leitete den Vortex Jazz Club in Dalston.

## Ehrungen
- Tobin wurde 2004 und 2005 als beste Sängerin für die BBC Jazz Awards nominiert, 2008 war sie die Gewinnerin des BBC Jazz Award for Best Vocalist.

## Diskographische Hinweise
- Aililiu (1995)
- Yell of the Gazelle (1996)
- House of Women (1998)
- Deep Song (2000)
- You Draw the Line (2002)
- Romance and Revolution (2004)
- Secret Life of a Girl (2008)
- Sailing to Byzantium (2012)
- Two Cities Collaboration: Two Cities (EP, 2020), mit Phil Robson, Ben Somers, Josephine Davies

```
* 
Returning Weather
 (Trail Belle Records, 2023)
```